# Hệ động vật

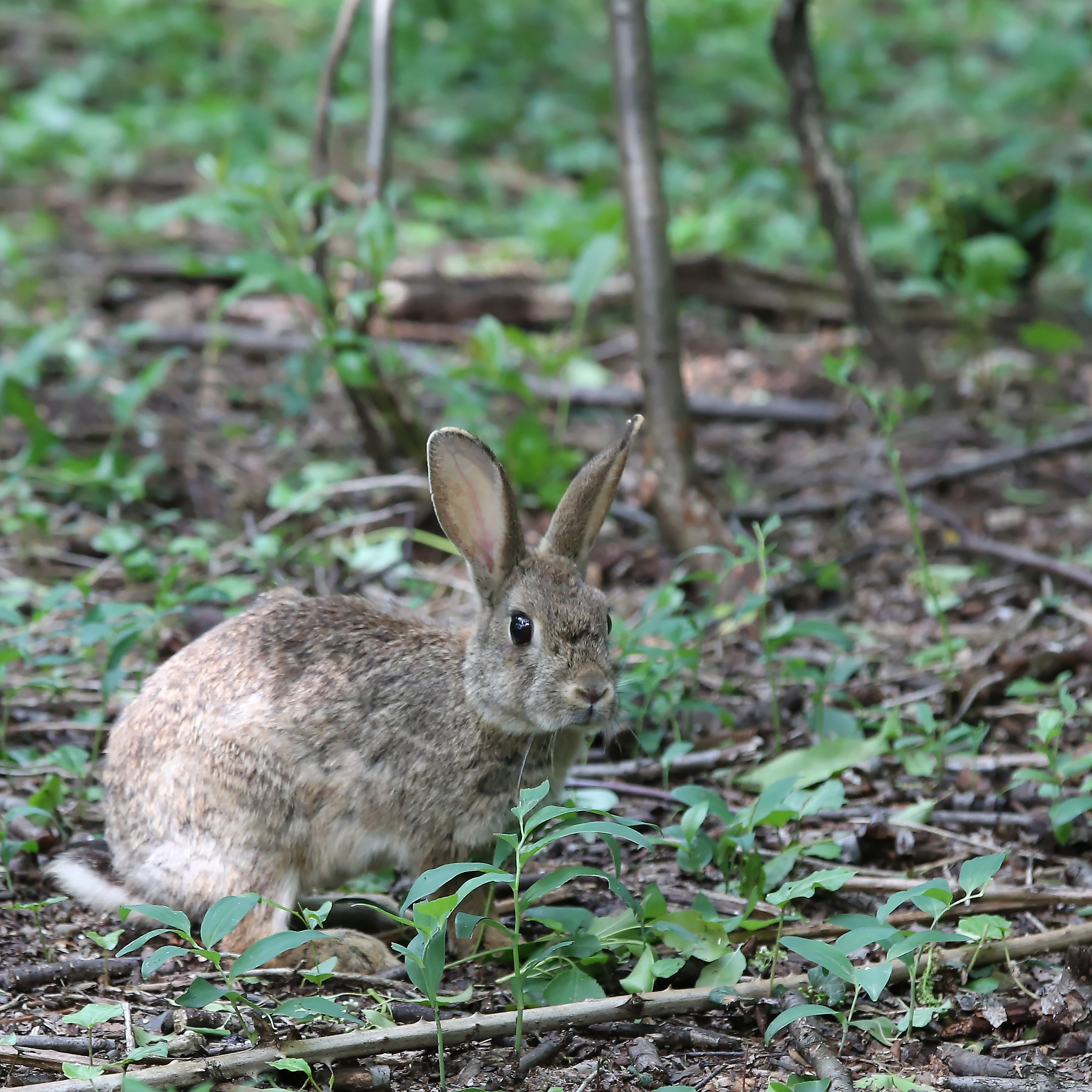
Hệ động vật ở Ý

Hệ động vật hay quần thể động vật là thuật ngữ sinh học chỉ về tất cả các mặt của đời sống động vật của bất kỳ khu vực cụ thể nào hoặc trong một thời gian cụ thể. Thuật ngữ này xuất phát từ tên Latin của những tên Fauna, một nữ thần La Mã biểu tượng cho Trái Đất và khả năng sinh sản, La Mã thần Faunus và các linh hồn rừng liên quan gọi là Fauns. Cả ba từ này là cùng nguồn gốc của tên của Hy Lạp thần Pan, và panis là từ Hy Lạp tương đương của động vật. Thuật ngữ này lần đầu tiên được sử dụng bởi Linnaeus.

## Phân loại
- Hệ động vật châu Á:
  - Hệ động vật Ấn Độ
  - Hệ động vật Trung Quốc
  - Hệ động vật Mông Cổ
  - Hệ động vật Việt Nam
  - Hệ động vật Singapore
- Hệ động vật châu Âu:
  - Hệ động vật Anh
- Hệ động vật châu Phi:
  - Hệ động vật Madagascar
  - Hệ động vật Mauritius
- Hệ động vật châu Mỹ:
  - Hệ động vật Canada
  - Hệ động vật Costa Rica
- Hệ động vật châu Úc:
  - Hệ động vật Úc
  - Hệ động vật New Zealand

## Một số hệ động vật

### Sông Thames
Dưới lòng sông Thames có một thế giới tràn đầy sự sống. Ở đó có một lượng lớn các loài cá, động vật không xương và động vật ăn thịt săn mồi hàng đầu sinh sống. Người ta đã ghi chép về 2.732 con vật trên sông Thames trong 10 năm gần đây. Trong đó các loài động vật biển có vú thường xuyên xuất hiện với số lượng lớn trên sông Thames. Hải cẩu là động vật được bắt gặp nhiều nhất tại cầu tàu Canary, London với có khoảng 670 con hải cẩu tại những bến cảng. Sông Thames còn là nơi sinh sống của 49 con cá voi và 444 con cá heo.

### Thành Vatican
Thành Vatican là nơi sinh sống của nhiều loài động vật như chim bồ câu, cáo đỏ. Cáo đỏ có nguồn gốc từ thành phố Thành Vatican, Cáo đỏ là loài ăn tạp thích nghi và cơ hội", theo Liên minh Quốc tế Bảo tồn Thiên nhiên và Tài nguyên thiên nhiên, chúng có khả năng thích nghi cao ở các đô thị. Chuột gỗ cũng là một "cư dân" của Thành Vatican. Nhiều loài chim có mặt tại Thành Vatican, bao gồm cả đại bàng. Chúng ăn các loài động vật có vú nhỏ như chuột, giữ cho dân số loài gặm nhấm trong sự cân bằng. Chim ưng Peregrine là loài khá phổ biến ở Thành Vatican, Những con chim có thể làm tổ trên các mái nhà và ăn phần chất thải thực phẩm của con người, những con chim nhỏ hơn, các loài động vật có vú nhỏ và côn trùng. Chim cắt lưng hung là một loài chim săn mồi, thuộc nhóm chim ưng nhỏ của các họ Cắt.
Chim bồ câu là loài dễ bắt gặp nhất ở Thành Vatican, Giống như chim bồ câu, những loài chim thông minh phát triển mạnh ở khu vực thành thị, chúng được khách du lịch yêu thích và cho ăn. Chim vẹo cổ hay chim trật cổ luôn thu hút được sự chú ý của mọi người. Một trong những loài chim đầy màu sắc nhất từng ghé thăm Thành Vatican là chim Đầu Búa Vàng, loài chim này cũng từng tạo cảm hứng cho Beethoven sáng tác. Chim đậu trên bức tượng trên đỉnh Đền Thờ Thánh Phêrô. Một trong những điểm tham quan đáng nhớ nhất, ấn tượng nhất cho khách du lịch là ngắm hàng năm con chim sáo đá, bay cùng lúc qua Tòa Thánh và Rome trong khi di chuyển.

### Khánh Hòa
Khánh Hòa là địa bàn có tính đa dạng sinh học cao, trong đó động vật rừng có nhiều loài quý hiếm. Toàn tỉnh có 507 loài động vật, thuộc 112 họ. Lớp thú có 9 loài quý hiếm được ghi nhận. Kết quả khảo sát cho thấy, loài chà vá chân đen có phân bố rộng gần như tất cả các khu vực rừng trong tỉnh. Loài vượn đen má hung và cu ly cũng được ghi nhận ở một vài địa phương. Khánh Hòa được đánh giá là địa bàn quan trọng trong việc bảo tồn các loài thú quý hiếm, đặc biệt là loài linh trưởng. Bò sát có 42 loài, thuộc 8 họ, trong đó có 5 loài quý hiếm. Nhóm lưỡng cư ghi nhận 41 loài thuộc 7 họ, trong đó 4 loài quý hiếm có tên trong Sách đỏ Việt Nam và thế giới
Năm 2015, Chi cục Kiểm lâm, Phòng Cảnh sát môi trường thả 4 cá thể khỉ mặt đỏ, 4 cá thể khỉ đuôi lợn, 1 cá thể khỉ đuôi dài, 1 cá thể mèo rừng, 1 cá thể cu ly nhỏ, 7 cá thể rùa về Khu Bảo tồn thiên nhiên Hòn Bà. Năm 2016, Hạt Kiểm lâm Nha Trang phối hợp Ban quản lý Khu Bảo tồn thiên nhiên Hòn Bà thả 1 cá thể khỉ đuôi dài, 1 cá thể khỉ đuôi lợn, 2 cá thể rùa ba gờ vào khu bảo tồn này. Năm 2005, trên địa bàn tỉnh phát hiện 1 quần thể voọc chà vá chân đen (loài quý hiếm trong Sách đỏ) tại khu vực bán đảo Hòn Hèo (thị xã Ninh Hòa). Năm 2007, Viện Điều tra quy hoạch rừng và Trung tâm Cứu hộ linh trưởng Vườn quốc gia Cúc Phương khảo sát ước lượng có khoảng 100 - 110 cá thể voọc chà vá chân đen tại đây.